# Неземне дитя
Неземне дитя (англ. An Unearthly Child), також відома як 100 000 років до нашої ери (англ. 100,000 BC) — перша серія першого сезону британського науково-фантастичного телесеріалу «Доктор Хто». Вона складалась з чотирьох епізодів, які вперше транслювались з 23 листопада до 14 грудня 1963 року.
Сценарій написав Ентоні Кобурн. У цій серії ми вперше бачимо Вільяма Гартнела у ролі Першого Доктора та перших супутників — його внучку Сьюзен Форман, яку зіграла Керол Енн Форд, вчителя природознавства Ієна Честертона, якого зіграв Вільям Рассел та вчительку історії Барбару Райт, роль якої виконала Жаклін Гілл. Основний сюжет розвивається навколо двох вчителів, які через цікавість до однієї своєї учениці, випадково знаходять ТАРДІС — космічний корабель, що більший усередині, ніж ззовні та здатен подорожувати у просторі і часі під виглядом звичайної британської поліцейської будки 1960-х.
Початок трансляції серіалу був затьмарений вбиством президента США Джона Кеннеді попереднього дня. Незважаючи на це, серія отримала схвальні відгуки та привернула увагу близько 6 мільйонів глядачів.